# Campionat britànic de motocròs 1978
La temporada de 1978 del Campionat britànic de motocròs fou la 27a edició d'aquest campionat, organitzat per l'ACU.

## Classificació final

### Open
| Posició | Pilot           | Motocicleta | Punts |
| ------- | --------------- | ----------- | ----- |
| 1       | Graham Noyce    | Honda       | 295   |
| 2       | Neil Hudson     | Maico       | 282   |
| 3       | Andy Roberton   | Montesa     | 191   |
| 4       | Vic Allan       | Bultaco     | 141   |
| 5       | Rob Hooper      | Maico       | 137   |
| 6       | Rob Wilkinson   | Maico       | 99    |
| 7       | Vaughan Semmens | Maico       | 89    |
| 8       | Peter Mathia    | Suzuki      | 87    |
| 9       | Bob Wright      | CCM         | 86    |
| 10      | Paul Harrison   | Maico       | 83    |